# Гладковицький (дендропарк)
Гла́дковицький дендропа́рк — дендрологічний парк місцевого значення в Україні. Об'єкт природно-заповідного фонду Житомирської області.
Розташований у межах Овруцького району Житомирської області, неподалік від села Гладковичі.
Площа 4 га. Статус надано згідно з рішенням облвиконкому від 31.03.1964 року № 149. Перебуває у віданні ДП «Овруцьке ЛГ» (Гладковицьке л-во, кв. 38).
Статус надано для збереження дендрологічного парку, закладеного 1957 року. Зібрано та акліматизовано 73 види деревних і чагарникових порід, у тому числі 40 видів — не місцеві. За складом деревно-чагарникових порід парк не має собі рівних на території Житомирської області.